# Список керівників держав 270 року
Список керівників держав 270 року — це перелік правителів країн світу 270 року
Список керівників держав 269 року — 270 рік — Список керівників держав 271 року — Список керівників держав за роками

## Європа
- Боспорська держава — цар Рескупорід V (240-276) та цар Сінг (258-276)
- Ірландія — верховний король Кайрбре Ліфехайр (267-284)
- Римська імперія
  - імператор Клавдій II Готський (268-270), його змінив брат імператор Квінтілл (270), але його скинув і став імператором Авреліан (270-275)
  - консул Флавій Антіохіан (270)
  - консул Вірій Орфіт (270)
  - Галльська імперія — імператор Вікторин (269-271)
  - Пальмірське царство — цар Вабаллат (267-272) за допомогою матері цариці Зенобії (267-272)

## Азія
- Диньяваді (династія Сур'я) — раджа Патипат (245-298)
- Іберійське царство — цар Аспаруг I (265-284)
- Індія
  - Царство Вакатаків — імператор Віндх'яшакті (250-270), його змінив імператор Праварасена I (270-330)
  - Імперія Гуптів — магараджа Шрі-Гупта (240-280)
  - Західні Кшатрапи — махакшатрап  Рудрасена II (255-277)
  - Кушанська імперія — великий імператор Канішка III (255-275)
  - Раджарата — раджа Джеттха Тісса I (267-277)
  - Держава Чера — цар Перумкадунго (257-287)
- Китай
  - Династія У — імператор Сунь Хао (264-280)
  - Династія Цзінь — імператор Сима Янь (У-ді) (265-290)
    - шаньюй південних хунну Лю Цюйбей (260—272)
- Корея
  - Кая (племінний союз) — кимгван Мапхун (259-291)
  - Когурьо — тхеван (король) Юнгчхон (248-270), його змінив тхеван Сочхон (270-292)
  - Пекче — король Коі (234-286)
  - Сілла — ісагим (король) Мічху (262-284)
- Паган — король Хті Мін Ін (242-299)
- Персія
  - Бактрія і Гандхара — кушаншах Гормізд I (265-295)
  - Держава Сасанідів — шахіншах Шапур I (241-272)
- Сипау (Онг Паун) — Со Вай Па (257-309)
- Ліньї — Фам Хунг (220—284)
- плем'я табгачів — вождь Тоба Лівей (219-277)
- Японія — імператор Одзін (270-310)

## Африка
- Аксумське царство — негус Ендубіс (бл.270-бл.300)
- Царство Куш — цар Малегоробар (266-283)